# Patrick Wilson
Patrick Joseph Wilson (født 3. juli 1973) er en amerikansk teater- og filmskuespiller og sanger. 

## Filmografi

### Film
- 2001 - My Sister's Wedding .... Quinn	Unreleased
- 2004 - The Alamo .... William B. Travis
- 2004 - The Phantom of the Opera .... Viscount Raoul de Chagny
- 2005 - Hard Candy .... Jeff Kohlver
- 2006 - Little Children .... Brad Adamson
- 2006 - Running with Scissors .... Michael Shephard
- 2007 - Purple Violets .... Brian Callahan
- 2007 - Evening .... Harris Arden
- 2007 - Brothers Three: An American Gothic .... Peter
- 2008 - Life in Flight .... Will Sargent
- 2008 - Lakeview Terrace .... Chris Mattson
- 2008 - Passengers .... Eric Clark
- 2009 - Watchmen .... 	Dan Dreiberg / Nite Owl II
- 2010 - Barry Munday .... Barry Munday
- 2010 - The A-Team .... Agent Lynch
- 2010 - The Switch .... Roland
- 2010 - Insidious .... Josh Lambert
- 2010 - Morning Glory .... Adam Bennett
- 2011 - The Ledge .... Joe Harris
- 2011 - Young Adult .... Buddy Slade
- 2012 - Prometheus .... Shaw's Father
- 2013 - Nattens dæmoner .... Ed Warren
- 2013 - Insidious: Chapter 2 .... Josh Lambert
- 2014 - Jack Strong .... David Forden
- 2014 - Space Station 76 .... Captain Glenn Terry
- 2014 - Stretch .... Stretch
- 2014 - Let's Kill Ward's Wife .... David	Also producer
- 2014 - Big Stone Gap .... Jack MacChesney
- 2015 - Home Sweet Hell .... Don Champagne
- 2015 - Zipper .... Sam Ellis
- 2015 - Bone Tomahawk .... Arthur O'Dwyer
- 2016 - A Kind of Murder .... Walter Stackhouse
- 2016 - Nattens dæmoner 2 .... Ed Warren
- 2016 - The Founder Rollie Smith
- 2016 - Matters of the Heart Will
- 2016 - The Hollow Point .... Wallace
- 2018 - Aquaman
- 2019 - Annabelle Comes Home
- 2019 - Midway

## Eksterne links
- Patrick Wilson på Internet Movie Database (engelsk)
- Patrick Wilson på Filmdatabasen
- Patrick Wilson på Scope
- Patrick Wilson på Svensk Filmdatabas (svensk)
- Patrick Wilson på AlloCiné (fransk)
- Patrick Wilson på AllMovie (engelsk)
- Patrick Wilson på AllMovie (engelsk)
- Patrick Wilson på Rotten Tomatoes (engelsk)
- Patrick Wilson på The Movie Database (engelsk)
- Patrick Wilson på Internet Broadway Database (engelsk)
- Patrick Wilson på Internet Broadway Database (engelsk)
- Patrick Wilson Arkiveret 14. juli 2014 hos  Wayback Machine på Internettet Off-Broadway Database